# Kiwu-Grenzstreit

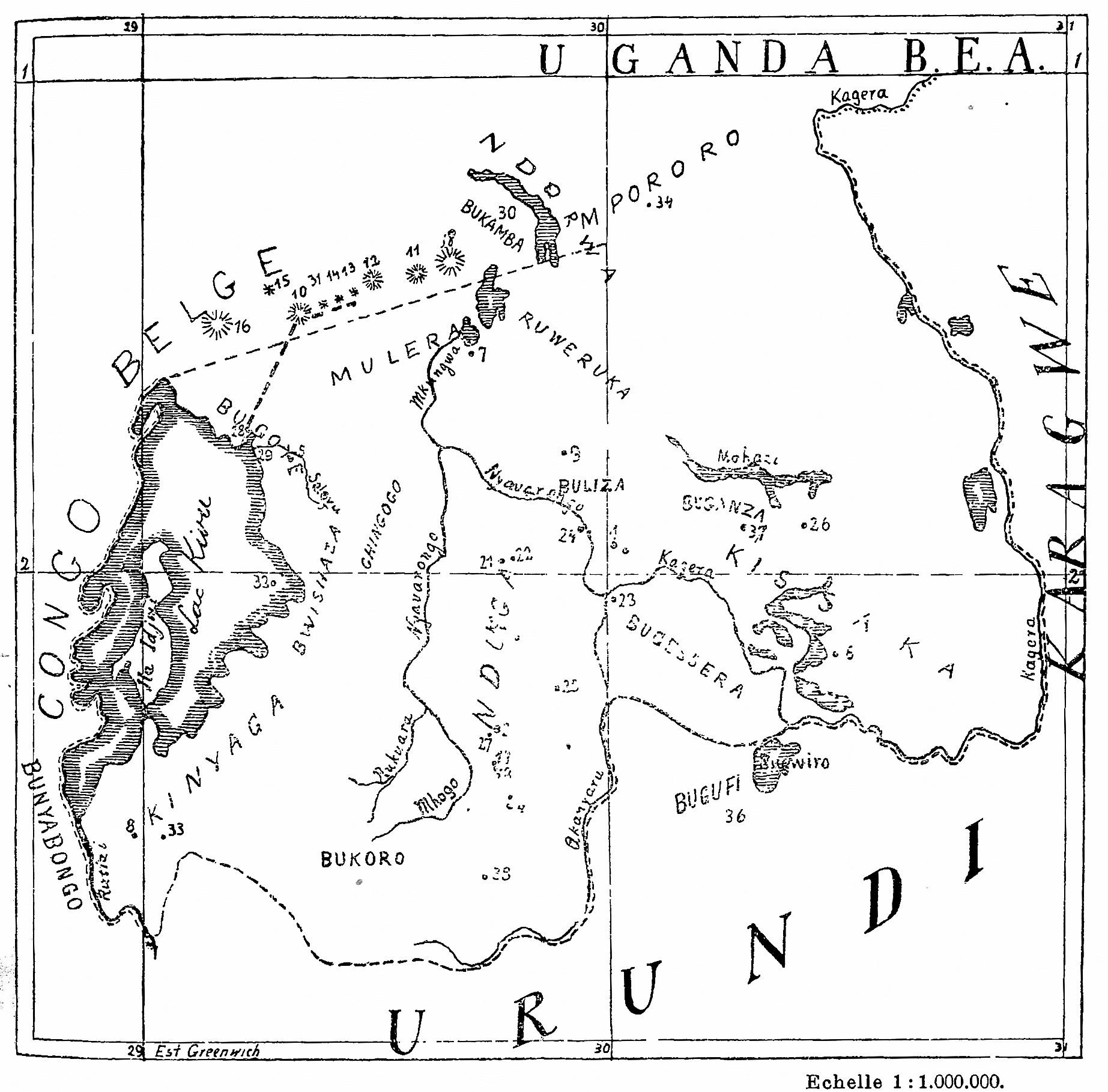
Karte von Ruanda (1912) mit alternativen Grenzen nördlich des Kiwusees.

Der Kiwu-Grenzstreit war eine Auseinandersetzung zwischen belgischen, britischen und deutschen Truppen in der Region um den Kiwusee in den Jahren 1909–1910. Heute liegt das Gebiet zwischen der Demokratischen Republik Kongo, Uganda und Ruanda. Durch diplomatische Verhandlungen wurde eine militärische Auseinandersetzung letztlich abgewendet und die Regierungen einigten sich darauf, dass der westliche und nordwestliche Teil der Region in die Zuständigkeit von Belgisch-Kongo fiel, während der östliche Teil zwischen dem britischen Protektorat Uganda im Nordosten und der Residentur Ruanda von Deutsch-Ostafrika im Südosten aufgeteilt wurde. Damit wurde auch die seit 1890 offene Mfumbiro-Frage gelöst.

## Hintergrund
Die Grenzen des Freistaats Kongo wurden durch die Neutralitätsakte während der Berliner Konferenz (daher auch Kongokonferenz) von 1885 festgelegt, auf der die europäischen Mächte ihre territorialen Ansprüche in dieser Region Afrikas absteckten. Der nordöstliche Teil des Freistaats war zu diesem Zeitpunkt jedoch noch nicht von Europäern erforscht oder kartiert worden, und der Kiwusee sollte erst neun Jahre später, 1894, von Gustav Adolf von Götzen entdeckt werden. Die nordöstliche Grenze wurde 1885 daher zunächst definiert als „eine gerade Linie, die vom nördlichen Ende des Tanganjikasees ausgeht und an einem Punkt endet, der auf dem 30. östlichen Meridian und auf 1° 20' südlicher Breite liegt; weiter nördlich wird die Grenze durch den 30. östlichen Meridian gebildet“. Auf dieser Grundlage hätten der Kiwusee und beide Seiten des Ruzizi-Flusses zum Freistaat gehört.
Weiterhin erkannte Leopold II. von Belgien das in dem deutsch-britischen Abkommen vom 27. Juli 1890 beschriebene britische Einflussgebiet an. In diesem Abkommen hatten, dass etwa zeitgleich mit dem Vertrag zwischen dem Deutschen Reich und dem Vereinigten Königreich über die Kolonien und Helgoland zustande kam, einigten sich die Parteien darauf, dass die Mfumbiro-Berge (Virunga-Gebirge) an Großbritannien fallen sollten und dass, falls diese südlich vom 10 Grad südlicher Breite liegen sollten, die deutsch-britische Grenze ihn in einem südlichen Bogen zu umgehen habe. Die Überlegung war, Großbritannien für den Kilimandscharo zu kompensieren, der zum deutschen Einflussgebiet zählte. Allerdings wurde die Vereinbarung ohne genaue Kenntnis der exakten Lage der Bergkette – quasi am grünen Tisch – getroffen.
Auf dieser Grundlage einigten sich am 12. Mai 1894 das Protektorat Uganda und der Freistaat Kongo auf ihre Grenze.
Weiterhin pachtete der Freistaat einen 25 km breiten Streifen vom Tanganjikasee bis zum Edwardsee, der den Bau einer Eisenbahnlinie von Kapstadt nach Kairo ermöglichen sollte (mit Hilfe eines Schiffes, das die Passagiere von Rhodesien über den Tanganjikasee nach Norden bringen sollte).
Die Grenze zwischen Kongo und Uganda wurde von der Anglo-Kongolesischen Kommission 1907–08 bestätigt.
1896 zwang die Meuterei im Nordosten des Kongo während der Kongo-Nil-Expedition von Francis Dhanis die Belgier, das Gebiet zwischen der offiziellen Grenze, dem Ruzizi-Tal und dem Kiwusee zu räumen. Während des entstandenen Machtvakuums etablierten die Deutschen eine Präsenz in dieser Region. Als die Belgier im Oktober 1899 versuchten, dieses Gebiet wieder zu besetzen, zögerten die Deutschen, es zu verlassen. In der Region kam es in der Folge zu einigen Zwischenfällen mit den Deutschen. Am 23. November 1899 einigten sich der deutsche Hauptmann Heinrich Bethe und der belgische Offizier Célestin Hecq im sog. Bethe-Hecq-Abkommen vor Ort auf eine vorläufige Grenzziehung am Kiwusee und am Ruzizi.
Zur weiteren Beilegung dieses Konflikts unterzeichneten Auguste Beernaert für Belgien und Frédéric Jean d'Alvensleben für das Deutsche Reich am 10. April 1900 ein Protokoll, in dem die Grenze zwischen ihren Gebieten festgelegt wurde. Kommandant Paul Costermans schickte Frederik-Valdemar Olsen im Juli 1900 zur Gründung eines Postens, dem späteren Bukavu, an den Kiwusee. Olsen verblieb daraufhin in der Region, da der lokale Kommandant der Force Publique, Leutnant Paul Léon Delwart, am 19. August 1900 verstorben war.

## Britische Forderungen

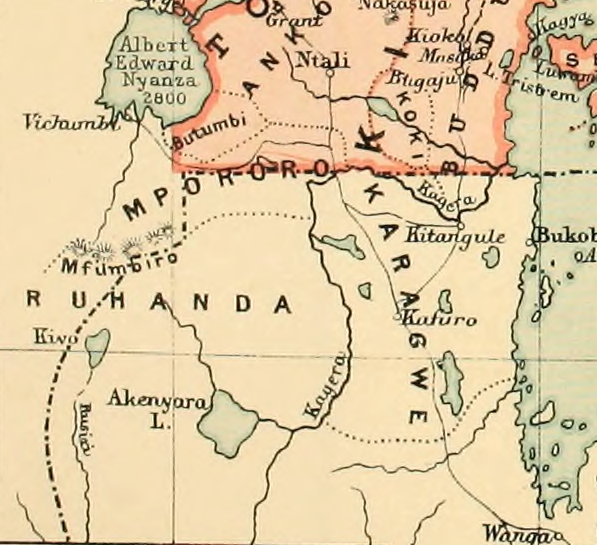
Karte des strittigen Gebietes von 1898. Die Grenzziehung ist nicht eindeutig und auch die Größe des Kiwusees ist falsch dargestellt.

Im Februar 1907 machte nun Großbritannien seine Ansprüche auf das Gebiet des Mount Mufumbiro (Mfumbiro) geltend. Belgien wies darauf hin, dass dies nicht mit den früheren Vereinbarungen über die Grenzen zwischen dem Protektorat Uganda und dem Freistaat Kongo übereinstimmte, aber am 10. Oktober 1908 erneuerte Großbritannien seinen Anspruch in einem Schreiben an Chevalier de Cuvelier, den Generalsekretär des Staatsdepartements Kongo, in dem es seine Absicht bekundete, das Gebiet zu annektieren.
In einem deutsch-britischen Abkommen vom 19. Mai 1909 wurde zunächst die Grenze zwischen dem Nordwesten Deutsch-Ostafrikas und Uganda festgelegt. Es berief sich auf Abkommen aus den Jahren 1885 und 1890, in denen Deutschland einen Teil des Mfumbiro-Gebietes an die Briten abtrat und diese im Gegenzug versprachen, keine weiteren Ansprüche zu erheben. Nach Ansicht der Deutschen handelte es sich dabei allerdings nicht um das Mfumbiro-Gebirge selbst, sondern um die Ebene von Mfumbiro nördlich des Kiwusees. Der Belgier von Schoen protestierte am 30. Juli 1909 in einem Schreiben an Jules Greindl gegen diese Vereinbarung, die das zuvor Belgien zugesprochene Gebiet zwischen Großbritannien und Deutschland aufteilte.

## Weitere Entwicklung

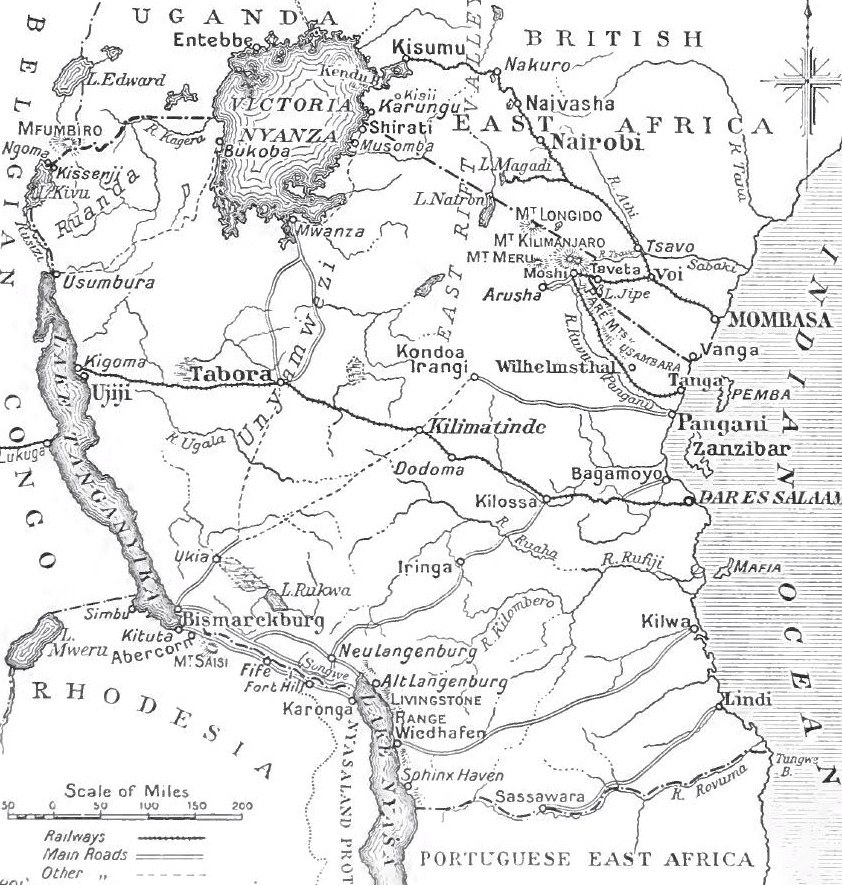
Karte von Deutsch-Ostafrika (1914)

Im Dezember 1908 kehrte John Methuen Coote, britischer Kolonialadministrator in Uganda, von seinem Urlaub in Europa zurück und wurde erneut in den Bukedi-Distrikt entsandt. Kaum war er angekommen, starb der Distriktkommissar Sydney Ormsby und Coote übernahm das Amt des Distriktkommissars in Mbale. Ende Mai 1909 brachte ein Läufer Coote den Befehl, sich in Entebbe zu melden. Von dort sollte er nach Mbarara gehen und dort als Politischer Offizier eine gemischte Truppe aus Sikhs, King’s African Rifles und Polizei übernehmen. Mit dieser Truppe sollte er einen Posten am Kiwusee errichten, um das umliegende, eigentlich belgische Gebiet zu verwalten. Coote brach umgehend auf, verließ Entebbe am 7. Juni und die Expedition verließ Mbarara am 11. Juni 1908.
Coote betrat das belgische Gebiet durch einen Streifen, der laut einer deutschen Karte den Briten gehörte. Damit hätten sie direkten Zugang zum Kiwusee, ohne belgisches Gebiet zu durchqueren. Er rückte in nächtlichen Etappen schnell vor und erreichte das Ufer des Kiwusees in der Nähe von Goma. Die örtlichen Häuptlinge erkannten die belgische Autorität südlich von Rutshuru nicht an und meldeten die britischen Truppenbewegungen nicht an die Belgier. Coote errichtete befestigte Lager in Burungu und Rubona (Lubuna). Am 26. Juni 1909 schrieb Coote in seiner Eigenschaft als Distriktkommissar von Mbarara vom Berg Lubuna aus an F. Goffoel, den Leiter des belgischen Rutshuru-Sektors, und teilte ihm mit, dass er den Auftrag erhalten habe, den Mfumbiro zu besetzen. Hierdurch wäre die Grenze nördlich von 1° 20' südlicher Breite verlaufen und nicht mehr durch den 30° östlicher Länge, sondern durch den 29° 47' östlicher Länge. Rutshuru hätte somit zum britischen Distrikt Mbarara gehört.
Goffoel antwortete, dass er nicht befugt sei, sich mit dieser Frage zu befassen, und verwies an Olsen, der sich auf einer Inspektionsreise in der Kasindi-Region nördlich des Edwardsees befand. Er schickte 100 Mann unter Hauptmann Wangermée und Leutnant Brochard, um Berichte zu bestätigen, wonach sich zwei Europäer und 50 Mann an einem Punkt drei Stunden Fußmarsch südöstlich von Rutshuru aufhielten. Wangermée traf Coote in der Nähe von Bayanza, überbrachte ihm Goffoels Nachricht und forderte ihn auf, nicht weiter vorzurücken. Die beiden Männer führten daraufhin ein freundliches Gespräch, und Coote gewann den Eindruck, dass seine derzeitige Position von den Belgiern als in der britischen Zone liegend anerkannt wurde. Folgerichtig zogen sich die britischen Truppen unter Coote ab dem 29. Juni 1909 aus dem Posten Rubona zurück, den allerdings die Belgier prompt besetzten. Coote beschwerte sich in einem Brief vom 2. Juli 1909 über das belgische Vorgehen, worauf Olsen am 12. Juli 1909 antwortete.

## Die belgische Reaktion
Coote beanspruchte in seinem Schreiben die Ufumbiro-Ebene erneut für Großbritannien. Olsen schickte sofort ein Telegramm an den britischen Regierungsvertreter in Fort Portal, in dem er erklärte, dass die Briten belgisches Hoheitsgebiet verletzt hätten. Gleichsam drohte er einen militärischen Vorstoß nach Mfumbiro an, um so sicherzustellen, dass die Briten die belgische Grenze respektieren würden. Dem Telegram folgte ein weiteres Schreiben am 2. Juli 1909 mit gleichem Inhalt und erneutem Verweis auf die Vereinbarung der gemeinsamen anglo-kongolesischen Kommission vom April 1904. Auch äußerte er, dass, wenn die Briten wirklich beabsichtigten, den Mfumbiro zu besetzen, sie die belgische Regierung davon in Kenntnis hätten setzen müssen. Olsen war hierbei in der stärkeren Position, da seine Truppen von Dörfern auf belgischem Gebiet versorgt wurden, während Coote in der Sumpfregion zwischen den Seen Mutanda, Bunyonyi und Burera festsaß. Er verfügte dort über acht Offiziere, 350 Mann und zwei Geschütze. Sein Plan war, nicht anzugreifen, sondern seine Position hartnäckig zu verteidigen.
Olsen stellte eine Truppe von 400 Mann mit zwei Kanonen und einem Maschinengewehr in Muhavuru gegen die Briten auf. Eine weitere Truppe von 400 Mann und zwei Geschützen verteilte sich zwischen Bobandana und Rutshuru, um bei Bedarf gegen die Deutschen südlich der Vulkane vorzugehen. Diese hatten, durch die belgischen und britischen Truppenkonzentrationen beunruhigt, den Berg Nyamuragira im Norden des umstrittenen Gebiets mit einer Truppe von 300 Mann besetzt.
Im Juli und August 1909 kam es zu einer Reihe von Zwischenfällen zwischen Belgiern und Briten, später dann zwischen Belgiern und Deutschen. Olsen nahm zwei britische Soldaten fest, die in Kurezi kampierten, und errichtete drei Redouten, die den Briten jeglichen Zugang versperrten. Coote beschloss, Kurezi zurückzuerobern, wurde aber im Sumpfgebiet aufgehalten und die Lebensmittel gingen ihm aus. Olsen weigerte sich, Coote zu treffen. Ein Rückzug Cootes erfolgte ebenfalls nicht. So kam es zu einer zehnmonatigen Pattsituation, während der sich die belgische, die deutsche und die britische Regierung über ihre jeweiligen Grenzen in der Region verständigten. Gleichzeitig musste sich Olsen mit verschiedenen Provokationen der Deutschen in der Vulkanregion nördlich des Kiwusees auseinandersetzen. Die Einheimischen gerieten ebenfalls in die Meinungsverschiedenheiten zwischen den Kolonialmächten. Post wurde von ihnen abgefangen oder vernichtet. In mindestens einem Fall wurde offizielle Post an Coote zu Olsen umgeleitet, der sie ungeöffnet an Coote weiterleitete.
Am 8. November 1909 schrieb Graf Granville an den belgischen Außenminister Davignon und protestierte gegen die Verhaftung von zwei britischen Soldaten, einem Muganda-Häuptling und fünf Trägern. Davignon antwortete, indem er die Briten offiziell der Gewalt gegen die einheimische Bevölkerung beschuldigte. Er sagte auch, sie hätten 30 Stück Vieh geplündert.
Am 19. November 1909 schrieb Coote an den amtierenden Gouverneur Boyle, dass die Belgier eine Straße von ihrer Fähre am Kiwusee nach Rutshuru bauen würden. Diese umging deutsches Gebiet, indem sie zwischen dem Mount Nyamuragira und dem Mount Nyiragongo verlief. Am 26. November 1909 berichtete er, dass die Belgier die Arbeiten an der Straße eingestellt und sich auf Druck der Deutschen in den Süden des Kiwusees zurückgezogen hätten. Die Straße sollte so verlegt werden, dass sie Churuzi umging und um den Nordwesten des Kivu-Sees herumführte. Im Dezember 1909 waren 2.000 belgische Truppen in der Region, gegenüber 800 britischen Soldaten, und der Konsul in Boma berichtete, dass weitere Belgier mobilisiert würden. Am 29. Januar 1910 sandte Olsen ein Telegramm mit folgendem Inhalt:

„Letzte Warnung an den Kommandanten der britischen Truppen. In zahlreichen Briefen habe ich Ihnen mitgeteilt, dass ich jede Vorwärtsbewegung Ihrer Truppen als einen Angriff auf unsere Stellung betrachte. Meine Truppen, die sich in der Position der rechtmäßigen Verteidigung befinden, werden von nun an das Feuer eröffnen, und Sie werden die schwere Verantwortung für den bewaffneten Konflikt, den Sie provozieren, allein und vollständig auf sich nehmen.“

## Lösung

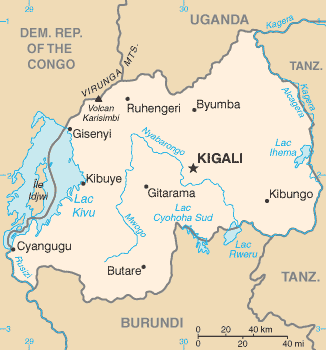
Karte Ruandas mit heutiger Grenzziehung.

Am 8. Februar 1910 begann schließlich eine Konferenz über die deutsch-britischen Ansprüche an der Ostgrenze des Kongo. Belgien war durch Jules Van den Heuvel, das Deutsche Reich durch Karl Ebermaier und Großbritannien durch Arthur Henry Hardinge vertreten. Belgien hielt an den alten Ansprüchen von 1885 fest und lehnte das deutsch-britische Abkommen vom Mai 1909 entschieden ab. Deutschland verwies auf den britischen Anspruch auf Mfumbiro aus dem anglo-kongolesischen Abkommen vom 12. Mai 1894 und dem deutsch-britischen Abkommen vom 1. Juli 1894. Dieser Anspruch sei im deutsch-britischen Abkommen vom 19. Mai 1909 bestätigt worden. Die Briten wiesen darauf hin, dass der Kongo im anglo-kongolesischen Abkommen von 1894 die britische Einflusssphäre auf dem Berg Mfumbiro anerkannt habe, den Deutschland 1890 an Großbritannien abgetreten hatte. Die belgischen Delegierten verwiesen letztlich nochmals darauf, dass der Mfumbiro zunächst ein Berg, dann ein Gebirgszug und schließlich eine Ebene gewesen sei, dessen Lage aber nie genau bestimmt wurde.
Am Ende konnte sich Großbritannien als die stärkere Kolonialmacht weitgehend durchsetzen. Das Deutsche Reich gewann ebenfalls und der Krieg wurde für drei Jahre abgewendet. Das Uganda-Kongo-Grenzabkommen zwischen Belgien und Großbritannien wurde am 14. Mai 1910 unterzeichnet. Ein Abkommen zwischen Großbritannien und Deutschland wurde am 26. August 1910 in Berlin unterzeichnet. Diese Vereinbarungen führten 1911 zur deutsch-britisch-belgischen Grenzkommission. Die schließlich vereinbarten Grenzen basierten auf natürlichen Gegebenheiten und nahmen keine Rücksicht auf die einheimische Bevölkerung, abgesehen davon, dass sie ihre Ernten einbringen und dann mit ihren Herden und ihrem Besitz in das Gebiet des Staates abwandern durften, der zuvor ihr Land verwaltet hatte.
Die in dieser Zeit getroffenen Vereinbarungen haben bis heute Bestand und die festgelegten Grenzen bestehen bis heute zwischen der Demokratischen Republik Kongo, Uganda und Ruanda.